# 7 Д
„7 Д“ (произнася се Седем Де) (на английски: The 7D) е американски анимационен сериал, който започва излъчването си на 7 юли 2014 г. по Disney XD. Това са седемте джуджета от „Снежанка и седемте джуджета“.
В България анимацията започва на 16 февруари 2015 г. За момента има един излъчен сезон, състоящ се от 24 епизода. Вторият ще съдържа 39.

## Сюжет
Сериалът се развива в ексцентричния свят на Веселандия, където Кралица Прекрасна разчита на Седемте Джуджета – Веселушко, Срамежливко, Сънливко, Кихавко, Глупи, Сърдитко и Знайко – да пазят реда в кралството. Срещу тях са се изправили двама смешни, зли злодея Грим и Хилди, които кроят пъклен план да превземат кралството, като откраднат магическите скъпоценни камъни от мината на Седемте Джуджета. Благодарение на своите седем различни характера, Седемте Джуджета винаги успяват да спасят кралството и да прогонят обратно Грим и Хилди в тяхната зла бърлога.

## Герои
- Веселушко се разбира с всички, той е позитивен и винаги вижда нещата от положителната им страна, дори когато няма такава! Озвучава се от Кевин Майкъл Ричардсън.
- Сърдитко е почти винаги негативен, той ще спаси ситуацията, но ще мрънка през цялото време. Озвучава се от Морис Ламарш, а на български го озвучава Николай Пърлев.
- Знайко е всезнаещият изобретател. Въпреки че знае много, неговата информация не винаги е напълно полезна. Озвучава се от Бил Фармър, а на български го озвучава Георги Стоянов.
- Глупи е весел и смешен. Въпреки че не говори, неговите действия казват повече, отколкото думите. Той е имитатор и страхотен мим! Звуковите му ефекти се изпълняват от Дий Брадли Бейкър.
- Кихавко е алергичен към абсолютно всичко. Кихавко може да съсредоточи своето мощно кихане с прецизна точност за да спаси ситуацията. Озвучава се от Скот Менвил, а на български го озвучава Иван Велчев.
- Сънливко винаги има нужда от дрямка, дори и по време на приключение. Докато спи, той може да направи много повече неща, отколкото повечето хора правят докато са будни. Озвучава се от Стивън Стантън, а на български го озвучава Петър Бонев.
- Срамежливко е свенлив, но когато нещата загрубеят, той веднага скача в действие и е едно от най-смелите джуджета в групата. Озвучава се от Били Уест, а на български го озвучава Живко Джуранов.
- Кралица Прекрасна е великодушната и обичана владетелка на Веселандия. Тя е щедра, забавна и винаги готова за парти. Озвучава се от Лий-Алин Бейкър, а на български я озвучава Татяна Етимова.
- Самонадувко е верният помощник и личен асистент на кралицата. Той разбира от всичко, но никога не прави нещата както трябва. Озвучава се от Пол Ръг, а на български го озвучава Росен Русев.
- Хилди е омъжена вещица, която е повече от резглезена и своенравна. Тя иска повече от всичко, да владее Веселандия. Озвучава се от Кели Озбърн.
- Грим е отдаденият и предан съпруг на Хилди. Въпреки че има огромни амбиции, на него му липсва магьоснически талант и неговите заклинания са винаги несполучливи. Озвучава се от Джес Харнел, а на български го озвучава Христо Бонин.

## „7 Д“ в България
От 16 февруари 2015 г. сериалът се излъчва по локалната версия на Disney Channel в България. Записът е осъществен в Александра Аудио. Ролите се озвучават от Светлана Смолева, Татяна Етимова, Николай Пърлев, Росен Русев, Мартин Герасков (първи сезон), Георги Спасов (втори сезон), Георги Стоянов, Петър Бонев, Живко Джуранов, Алекс Анмахян, Христо Бонин, Иван Велчев, Петър Върбанов и много други.

## Епизоди
| Сезон | Сезон | Епизоди | САЩ            | САЩ               | България         | България      |
| Сезон | Сезон | Епизоди | Премиера       | Финал             | Премиера         | Финал         |
| ----- | ----- | ------- | -------------- | ----------------- | ---------------- | ------------- |
|       | 1     | 24      | 7 юли 2014     | 12 септември 2015 | 16 февруари 2015 | 22 април 2015 |
|       | 2     | 20      | 23 януари 2016 | 20 септември 2016 | 15 август 2016   |               |

### Излъчване по света
| Страна           | Канал          | Премиера          | Заглавие  |
| ---------------- | -------------- | ----------------- | --------- |
| САЩ              | Disney XD      | 7 юли 2014        | The 7D    |
| Канада           | Disney XD      | 13 юли 2014       | The 7D    |
| Полша            | Disney XD      | 6 декември 2014   | 7K        |
| Франция          | Disney XD      | 1 ноември 2014    | Les 7N    |
| Тайван           | Disney Channel | 8 август 2014     | 七寶      |
| Япония           | Disney Channel | 10 август 2014    | ハイ・ホ  |
| Саудитска Арабия | Disney Channel | 7 септември 2014  | The 7D    |
| Австралия        | Disney Channel | 1 декември 2014   | The 7D    |
| Германия         | Disney Channel | 1 декември 2014   | Die 7Z    |
| Италия           | Disney Channel | 14 септември 2014 | I 7N      |
| Испания          | Disney Channel | 20 ноември 2014   | Los 7E    |
| Аржентина        | Disney Channel | 29 ноември 2014   | Los 7E    |
| Бразилия         | Disney Channel | 29 ноември 2014   | Os 7A     |
| Русия            | Disney Channel | 14 ноември 2014   | 7 гномов  |
| Израел           | Disney Channel | 1 януари 2015     | חבורת 7ג' |